# بتل‌شیپ کلاس ردتزکی
بتل‌شیپ کلاس ردتزکی (به انگلیسی: Radetzky-class battleship) یک کلاس از کشتی است که طول آن ۱۳۷٫۵ متر (۴۵۱ فوت) می‌باشد.